# Gődény György
Gődény György (Nyíregyháza, 1965. március 26. –) magyar médiaszemélyiség, többszörös bajnok testépítő és amerikaifutball-játékos, erőnléti és fitneszedző. 2013-tól a magyar média- és filmipar egyik szereplője. A 2010-es évek második felétől a magyar politikában is aktívan részt vett. Először a Közös Nevező 2018 nevű kamupárt elnöke volt, 2022 táján a Normális Élet Pártja színeiben ismét egy kamupárt arcaként tevékenykedett. Az Orvosok és Egészségügyi Dolgozók a Tisztánlátásért nevű járványtagadó  és covid-oltás-ellenes csoport egyik tagja.

## Tanulmányok
Gyógyszerészdiplomáját 1989-ben a Semmelweis Orvostudományi Egyetem (SOTE) gyógyszerésztudományi karán szerezte. A következő évben az Állatorvostudományi Egyetem gyógyszerészek számára indított állatorvosi gyógyszertani ismeretek fakultációját is elvégezte. 1995-ben gyógyszerellátási szakgyógyszerész címet szerzett.

## Karrier

### Szakmai karrier
Az egyetem elvégzése után egy nyíregyházi gyógyszertárban kezdett dolgozni beosztott gyógyszerészként, majd rövid időn belül megbízott vezetőnek nevezték ki a kállósemjéni gyógyszertárban. 1991-ben egy kisebb kitérőt tett a szakmán kívül és a Florida Sweet sütőipari cég ügyvezetője lett. 1992 végén visszatérve a szakmához egyéni vállalkozóként helyettesítéseket vállalt magángyógyszertárakban. 1993 végétől a CIBA-GEIGY majd a Sandoz gyógyszergyárral történő egyesülés után a Novartis orvoslátogatójaként tevékenykedett. 1997-ben megalapította saját gyógyszertárát Igazgyöngy Patika néven. Gyógyszeripari karrierjét 1998-ban a Ratiopharmnál mint területi vezető, majd a Goodwill Pharmánál key account managerként folytatta. 2002-ben végleg szakított a gyógyszeriparral, és a saját gyógyszertár fejlesztésére helyezte a hangsúlyt. 2015-től a Magyar Szabadgyök-Kutató Társaság tagja.
Az általa vezetett gyógyszertár 2018-ban elnyerte a Magyarország Kedvenc Patikája címet.

### Sportkarrier
2001-ben megalapította a Nyíregyházi Kosársuli Utánpótlás Kosárlabda Egyesületet, melynek hat éven át volt az elnöke. Emellett évekig kosárlabda-játékvezetőként is tevékenykedett. 2005-től napjainkig a Nyíregyháza Tigers amerikaifutball-csapat aktív tagja. Az eltelt évek alatt több alsóbb osztályú bajnoki címet és kupagyőzelmet szerzett a csapat.
Testépítő karrierje 2009-ben kezdődött, amikor az IFBB Masters Magyar Bajnokságon megszerezte első győzelmét. Ezt követően több szezonban bajnoki címet és dobogós helyezéseket gyűjtött be. Az első konditermét Activ Zona néven 2003-ban hozta létre Nagykállóban, majd 2013-ban feleségével és egy üzlettársukkal megnyitották Nyíregyházán a Cutler Gym Rekreációs Központot. A Cutler Gym adott otthont egy évig a Perfekt Szabolcs-Szatmár-Bereg Megyei Képzési Központ edzőképző tanfolyamának, ahol a sportedző-, sportoktatóképzés szakmai vezetője volt. Eközben 2013 és 2016 között a Marso Nyíregyháza Kosárlabda Klub erőnléti edzői feladatait töltötte be. A 2018-as amerikaifutball-szezonban csapatával, a Nyíregyháza Tigersszel bejutott a Hungarian Football League (HFL) legjobb 4 csapata közé.

### Filmszerepek
Két sport témájú dokumentumfilmben is szerepelt: Őszintén a testépítésről (2013), illetve a Testépítés feketén fehéren (2014).
Till Attila Tiszta szívvel (2016) című második nagyjátékfilmjében, az HBO Aranyélet című sorozatában, valamint a The Sandwich című rövidjátékfilmben is rosszfiúkat alakított. A 2018-ban bemutatott Valami Amerika 3. című vígjátékban egy börtönbüntetését töltő elitéltet alakított. 2019-ben a Nofilter című websorozatban Bendegúzt, az alkoholfüggőségéből gyógyuló tetoválómestert játszotta.
Egy alkalommal szerepelt A gyanú árnyékában című dokureality-sorozatban, amelyben egy rendőrt alakított.

### Politika

#### Közös Nevező 2018
2017-ben Közös Nevező néven pártot alapított, melynek elnöke lett. A párt saját önmeghatározása szerint „A Közös Nevező józan, minden irányzatot egyesítő politikai kezdeményezés”, ugyanakkor volt olyan vélekedés, miszerint a Közös Nevező is csak egyike a kampánytámogatás felvételére létrehozott, úgynevezett kamupártoknak. A 2018-as magyarországi országgyűlési választásokon 42 egyéni jelöltet indított, ám összesen csak 3894 szavazatot kapott, így 0,07 százalékos választási eredménnyel nem jutott be az Országgyűlésbe. A párt ellen összesen 13 büntetőeljárást indítottak hamis magánokirat felhasználása, vagyis ajánlóívekkel való visszaélés gyanúja miatt. A választási eredmény miatt a párt 153 milliós állami kampánytámogatása kapcsán teljes visszafizetési kötelezettség keletkezett, amelynek rendezése nem történt meg az Államkincstár jelentése alapján.

#### Normális Élet Pártja
2020-ban a Blikk értesülése szerint Gődénynek köze lehet egy újabb párt alapításához, ezúttal Normális Élet Pártja néven. A pártot Harkai Bulcsú Bánk alapította, ahogy 2018-ban a választásokon induló Közös Nevező 2018 nevű kamupártot is, amelynek a vezetői posztját később átvette tőle Gődény, aki listavezetője is lett a pártnak. Az új párt a gyógyszerész édesanyjának nyíregyházi otthonába van bejegyezve. A 2018-as választás utáni törvénymódosítás értelmében azok a formációk, amelynek vezetői korábban olyan pártot vezettek, amely nem tudott elszámolni az állami pénzekkel, nem jogosult kampánytámogatásra.
Gődény 2021. őszi bejelentése alapján a Normális Élet Pártja részt vesz a 2022-es országgyűlési választásokon, és százhat választókerületben állít egyéni jelöltet. A párt országos listáján szerepel a kamupártos költségvetési csalással vádolt Seres Mária és férje is.

## Kritika
A 2020-as COVID–19 világjárvány idején gyógyszerészként a Magyar Gyógyszerész Kamara álláspontjával és a tudományos konszenzussal szöges ellentétben álló nézeteivel hívta fel magára a figyelmet. Bár magát „vírusrealistának” tekinti, mivel azt állítja, hogy az arcmaszk viselése és az egyéb járványellenes intézkedések szükségtelenek, a járvány súlyosságát pedig tagadja, miközben összeesküvés-elméleteket terjeszt, orvosszakmai és szkeptikus körökben sok kritika éri. Utóbbiért a Szkeptikus Társaság 2021. április 23-án neki és három társának adományozta a Laposföld-díjat.
Kamupártjával több mint 150 millió forinttal károsította meg a magyar adófizetőket. Bár a koronavírus-járvány létezését tagadja, ennek ellenére hatalmas pénzt tett zsebre a járványból: cégének bevétele a 2019-es 600 millió forintról 2020-ra 1,77 milliárd forintra nőtt. Bűncselekmény elkövetése miatt 2021 szeptemberében 1 év, 2 év próbaidőre felfüggesztett börtönbüntetésre ítélte őt a bíróság. Bűncselekmény elkövetése – a koronavírus járvánnyal kapcsolatos szándékos hazugságai – miatt 2021 szeptemberében, első fokon egyéves börtönbüntetésre ítélte őt a bíróság. A büntetést két év próbaidőre felfüggesztették.

### A koronavírus-járvánnyal kapcsolatos nézetei
Egészségügyi szakmai körökben számos kritika éri a SARS-CoV-2 vírus és az általa okozott világjárvány súlyosságát kétségbe vonó nézetei miatt, melyeket YouTube-os videócsatornáján és a közösségi médiában hirdet. Bár rendre hivatkozik gyógyszerész szakmájára, az általa képviselt gondolatok ellentétben állnak a Magyar Gyógyszerész Kamara által képviselt állásponttal és a tudományos konszenzussal is, mivel tagadja a járvány komolyságát és a maszkviselés vírus elleni védekezésben való hatékonyságát. Ezzel szemben több tudományos kutatás is azt az álláspontot erősíti, hogy a maszkviselés segíthet csökkenteni a koronavírusos esetek számát.
Az 5G-ellenes megnyilvánulásairól ismertté vált dr. Pócs Alfréd ortopéd sebésszel és az oltásszkeptikus és nyíltan vírustagadó nézeteket valló dr. Tamasi József belgyógyász/természetgyógyásszal együtt elindította az „Orvosok és egészségügyi dolgozók a tisztánlátásért” című mozgalmat, amelynek egy weboldalt is létrehoztak. Szintén ugyanezzel a címmel 2020. augusztus 21-én konferenciát rendeztek, amelyről egy közlemény is született. Az ebben közzétett állítások valóságtartalmát és tudományos megalapozottságát azonban a Szkeptikus Társaság által közzétett írás tételesen cáfolta. Ezt követően a Magyar Orvosi Kamara állásfoglalást tett közzé, amely szerint Gődény, Pócs és Tamasi téves információkat terjesztenek és összeesküvés-elméleteket táplálnak. Egészségügyi szakmai körökben mások is többen kritizálták Gődényt és társait, mivel az álhírek terjesztésével, valamint a maszkviselésre és egyéb korlátozásokra vonatkozó társadalmi ellenállásra buzdító megnyilvánulásaikkal az intézkedések hatékonyságát jelentősen csökkenthetik.
Gődény nyilatkozataiban – a tudományos konszenzusnak ellentmondva – azt állítja, hogy mivel „ez a vírus nem komolyabb az influenzánál”, szerinte vitaminokkal és „az immunrendszer erősítésével” hatékonyan fel lehet venni vele a küzdelmet, s videóiban rendre az őt szerepeltető táplálékkiegészítő-forgalmazó cég termékeit propagálja. Az általa képviselt mozgalom rendezvényein pedig időnként szintén megjelenik a vitaminkészítményeiről híres és a Gazdasági Versenyhivatal által tisztességtelen üzleti magatartásért többször bírságolt Lenkei Gábor is.
Bár számos helyen állítja, hogy nem összeesküvéselmélet-hívő és valójában szakmailag indokolt kérdéseket feszeget, megnyilvánulásaiban rendre azt hangoztatja, hogy a maszkviselés és az egyéb előírt intézkedések a társadalmi/politikai irányítás és nem pedig a járvány elleni védekezés eszközei. Ezen gondolat jegyében 2020. szeptember 11-én Gődény szervezésében demonstrációra is sor került a budapesti Szabadság téren, amelynek a „COVID 911 – Demonstráció a Normális Életért” címet adták. A rendezvényen összegyűlt mintegy 800-1000 ember a járványellenes korlátozó intézkedések, a kötelező maszkviselés, valamint a járvánnyal kapcsolatos – szerintük túlzott – médiafelhajtás ellen tiltakozott. Néhány tucat ember Kaposváron is csatlakozott a tüntetéshez.
Ezt követően 2020 szeptemberében az ATV Csatt című közéleti vitaműsorában (melyben Tamasi, Boldogkői Zsolt és Falus Ferenc doktorokkal vitázott) elhangzott első megszólalásában (a 7. és 8. percben) arról nyilatkozott, hogy több más hivatkozással ellentétben, ő nem vírustagadó (mint olyan) és nem oltásellenes, a saját gyermekei és unokái is megkapták az oltásokat, csupán megalapozatlannak tartja a Covid19-et okozó vírus kezelését. Ennek ellenére több olyan aktivistát is támogat, akik oltásellenes megnyilvánulásaikról ismertek.
2020. szeptember 24-én a Facebook több másik csoporttal együtt letiltotta Gődény Normális élethez ragaszkodók nevű, 100 ezer követővel rendelkező csoportját, mely az azt megelőző hónapokban a magyarországi járványtagadó és maszkellenes mozgalom legfontosabb bázisává nőtte ki magát.
2020. december 11-én gyanúsítottként hallgatták ki rémhírterjesztés gyanúja miatt, mert egy Facebook-posztban utalást tett arra, hogy a koronavírus elleni vakcinák halálosak. 2021. szeptember 21-én a Nyíregyházi Járásbíróság elítélte, egy év, két évre felfüggesztett börtönbüntetést kapott.
2021 augusztusában a YouTube videomegosztó oldal végleg törölte Gődény György csatornáját.

## Sporteredményei

### Testépítés
- 2015 Louie Koncz Classic International III. hely
- 2015 Tisza kupa abszolút IV. hely
- 2013 Louie Koncz Classic International Archiválva 2018. március 19-i dátummal a Wayback Machine-ben II. hely
- 2012 IFBB Masters World Championship VII. hely
- 2011 IFBB Masters Magyar Bajnok
- 2011 Tisza kupa abszolút IV. hely
- 2009 IFBB Masters Magyar Bajnok
- 2009 Tisza kupa abszolút IV. hely

### Amerikai futball – Nyíregyháza Tigers
- 2018 Hungarian Football League 4. hely
- 2017 Divízió II Duna Bowl győztes[69]
- 2016 Hungarian Football League 4. hely[70]
- 2015 Hungarian Football League 4. hely
- 2012 EFAF CEI Interliga 1. hely[71]
- 2011 Divízió I Pannon Bowl győztes
- 2010 Divízió I 2. hely
- 2008 Divízió II Pannon Bowl győztes[72]
- 2007 Lehel kupa 1. hely[73]
- 2007 Divízió II 3. hely[74]

## Filmes és egyéb szereplések
- Nofilter (TV-sorozat 2019) mellékszereplő
- Valami Amerika 3. (Vertigo Média – 2018) mellékszereplő
- Klinika Echo TV portréfilm – 2017
- The Sandwich (Banner Productions) – 2017 mellékszereplő
- Meglepetés magazin reklám (H & H – 2017)
- X Faktor reklám (RTL – 2017)
- Éjjel-nappal Budapest (RTL – 2017) mellékszereplő
- A gyanú árnyékában (RTL – 2017) mellékszereplő
- The Ring (Window Seat Films – 2017) mellékszereplő
- Micsoda nők (FEM3, SuperTV2 – 2016) vendég
- Tiszta szívvel (Laokoon Filmgroup – 2016) mellékszereplő
- Aranyélet (HBO – 2015) I. évad / 1–2. epizód mellékszereplő
- Testépítés feketén fehéren (Bódifilm – 2014) főszereplő
- First blood – Őszintén a testépítésről (Bódifilm – 2013) főszereplő